# Більська-Воля-Кольонія
Більська-Воля-Кольонія (пол. Bilska Wola-Kolonia) — село в Польщі, у гміні Сулеюв Пйотрковського повіту Лодзинського воєводства.
Населення — 221 особа (2011).
У 1975-1998 роках село належало до Пйотрковського воєводства.

## Демографія
Демографічна структура станом на 31 березня 2011 року:
|          | Загалом | Допрацездатний вік | Працездатний вік | Постпрацездатний вік |
| -------- | ------- | ------------------ | ---------------- | -------------------- |
| Чоловіки | 109     | 29                 | 67               | 13                   |
| Жінки    | 112     | 29                 | 52               | 31                   |
| Разом    | 221     | 58                 | 119              | 44                   |